# André Strappe
André Strappe (ur. 23 lutego 1928 w Bully-les-Mines, zm. 9 lutego 2006 w Hawrze) – francuski piłkarz grający na pozycji pomocnika. W swojej karierze rozegrał 23 mecze w reprezentacji Francji i strzelił w niej 4 gole.

## Kariera klubowa
Karierę piłkarską Strappe rozpoczął w klubie ES Bully. Następnie został zawodnikiem Lille OSC. W sezonie 1948/1949 zadebiutował w nim w pierwszej lidze francuskiej. W sezonie 1952/1953 zdobył z Lille Puchar Francji, a w sezonie 1953/1954 wywalczył z tym klubem mistrzostwo Francji. Z kolei w 1955 roku po raz drugi zdobył z Lille krajowy puchar. W Lille występował do końca sezonu 1957/1958.
Latem 1958 Strappe przeszedł do drugoligowego Le Havre AC. W sezonie 1958/1959 wygrał z Le Havre rozgrywki drugiej ligi, a także zdobył swój trzeci w karierze Puchar Francji. Latem 1959 sięgnął po Superpuchar Francji.
W 1961 roku Strappe odszedł z Le Havre do grającego w drugiej lidze, FC Nantes. W Nantes spędził dwa sezony. Na sezon 1963/1964 przeszedł do Bastii, w której zakończył swoją karierę.
| Sezon   | Klub        | Kraj    | Rozgrywki  | Mecze | Bramki |
| ------- | ----------- | ------- | ---------- | ----- | ------ |
| 1947/48 | Lille OSC   | Francja | Division 1 | 2     | 0      |
| 1948/49 | Lille OSC   | Francja | Division 1 | 31    | 20     |
| 1949/50 | Lille OSC   | Francja | Division 1 | 34    | 17     |
| 1950/51 | Lille OSC   | Francja | Division 1 | 33    | 12     |
| 1951/52 | Lille OSC   | Francja | Division 1 | 28    | 20     |
| 1952/53 | Lille OSC   | Francja | Division 1 | 25    | 6      |
| 1953/54 | Lille OSC   | Francja | Division 1 | 33    | 13     |
| 1954/55 | Lille OSC   | Francja | Division 1 | 27    | 6      |
| 1955/56 | Lille OSC   | Francja | Division 1 | 33    | 1      |
| 1956/57 | Lille OSC   | Francja | Division 1 | 36    | 10     |
| 1957/58 | Lille OSC   | Francja | Division 1 | 31    | 3      |
| 1958/59 | Le Havre AC | Francja | Division 2 | 28    | 12     |
| 1959/60 | Le Havre AC | Francja | Division 1 | 31    | 4      |
| 1960/61 | Le Havre AC | Francja | Division 1 | 35    | 9      |
| 1961/62 | FC Nantes   | Francja | Division 2 | 34    | 9      |
| 1962/63 | FC Nantes   | Francja | Division 2 | 29    | 6      |
| 1963/64 | SC Bastia   | Francja | Division 3 | ?     | ?      |

## Kariera reprezentacyjna
W reprezentacji Francji Strappe zadebiutował 30 października 1949 roku w zremisowanym 1:1 meczu eliminacji do MŚ 1950 z Jugosławią. W 1954 roku został powołany do kadry na mistrzostwa świata w Szwajcarii. Na tym turnieju wystąpił we dwóch meczach: z Jugosławią (0:1) i z Meksykiem (3:2). Od 1949 do 1954 roku rozegrał w kadrze narodowej 23 mecze i strzelił w nich 4 gole.
W 1948 roku Strappe zagrał na igrzyskach olimpijskich w Londynie.
| Mecze i gole w reprezentacji | Mecze i gole w reprezentacji | Mecze i gole w reprezentacji | Mecze i gole w reprezentacji | Mecze i gole w reprezentacji | Mecze i gole w reprezentacji | Mecze i gole w reprezentacji |
| #                            | Data                         | Stadion                      | Rywal                        | Wynik                        | Gol                          | Rozgrywki                    |
| 1949                         | 1949                         | 1949                         | 1949                         | 1949                         | 1949                         | 1949                         |
| ---------------------------- | ---------------------------- | ---------------------------- | ---------------------------- | ---------------------------- | ---------------------------- | ---------------------------- |
| 1.                           | 30.03.1949                   | Paryż, Francja               | Jugosławia                   | 1:1                          | 0                            | el. MŚ 1950                  |
| 2.                           | 13.11.1949                   | Paryż, Francja               | Czechosłowacja               | 1:0                          | 0                            | towarzyski                   |
| 1950                         |                              |                              |                              |                              |                              |                              |
| 3.                           | 27.05.1950                   | Paryż, Francja               | Szkocja                      | 0:1                          | 0                            | towarzyski                   |
| 4.                           | 04.06.1950                   | Bruksela, Belgia             | Belgia                       | 1:4                          | 0                            | towarzyski                   |
| 5.                           | 01.11.1950                   | Paryż, Francja               | Belgia                       | 3:3                          | 0                            | towarzyski                   |
| 6.                           | 10.12.1950                   | Paryż, Francja               | Holandia                     | 5:2                          | 0                            | towarzyski                   |
| 1951                         |                              |                              |                              |                              |                              |                              |
| 7.                           | 06.02.1951                   | Paryż, Francja               | Jugosławia                   | 2:1                          | 1                            | towarzyski                   |
| 8.                           | 12.05.1951                   | Belfast, Irlandia Północna   | Irlandia Północna            | 2:2                          | 0                            | towarzyski                   |
| 9.                           | 16.05.1951                   | Glasgow, Szkocja             | Szkocja                      | 0:1                          | 0                            | towarzyski                   |
| 10.                          | 03.06.1951                   | Genua, Włochy                | Włochy                       | 1:4                          | 0                            | towarzyski                   |
| 11.                          | 14.10.1951                   | Genewa, Szwajcaria           | Szwajcaria                   | 2:1                          | 0                            | towarzyski                   |
| 1952                         |                              |                              |                              |                              |                              |                              |
| 12.                          | 20.04.1952                   | Paryż, Francja               | Portugalia                   | 3:0                          | 2                            | towarzyski                   |
| 13.                          | 22.05.1952                   | Bruksela, Belgia             | Belgia                       | 2:1                          | 0                            | towarzyski                   |
| 14.                          | 05.10.1952                   | Paryż, Francja               | RFN                          | 3:2                          | 1                            | towarzyski                   |
| 15.                          | 19.10.1952                   | Wiedeń, Austria              | Austria                      | 2:1                          | 0                            | towarzyski                   |
| 16.                          | 11.11.1952                   | Paryż, Francja               | Irlandia Północna            | 3:1                          | 0                            | towarzyski                   |
| 17.                          | 16.11.1952                   | Dublin, Irlandia             | Irlandia                     | 1:1                          | 0                            | towarzyski                   |
| 18.                          | 25.12.1952                   | Paryż, Francja               | Belgia                       | 0:1                          | 0                            | towarzyski                   |
| 1953                         |                              |                              |                              |                              |                              |                              |
| 19.                          | 11.06.1953                   | Sztokholm, Szwecja           | Szwecja                      | 0:1                          | 0                            | towarzyski                   |
| 20.                          | 25.11.1953                   | Paryż, Francja               | Irlandia                     | 1:0                          | 0                            | el. MŚ 1954                  |
| 1954                         |                              |                              |                              |                              |                              |                              |
| 21.                          | 30.05.1954                   | Bruksela, Belgia             | Belgia                       | 3:3                          | 0                            | towarzyski                   |
| 22.                          | 16.06.1954                   | Lozanna, Szwajcaria          | Jugosławia                   | 0:1                          | 0                            | MŚ 1954                      |
| 23.                          | 19.06.1954                   | Genewa, Szwajcaria           | Meksyk                       | 3:2                          | 0                            | MŚ 1954                      |